# Грушкова-Бельская, Нина
Нина Грушкова-Бельская (чеш. Nina Hrušková-Bělská; 5 мая 1925, Новочеркасск — 30 ноября 2015, Прага) — чешская шахматистка, международный мастер (1950) среди женщин, международный судья (1956).
Неоднократная чемпионка Чехословакии. Участница турнира за звание чемпионки мира по шахматам 1949/1950 в Москве — 12—14-е места. В турнире претенденток (1952) — 13-е место. В зональном турнире (1957) в Кракове — 10—11-е места. Участница 1-й женской Олимпиады (1957) в Эммене.
Главный судья матчей за первенство мира 1962, 1965, 1969 годов и турнира претенденток 1962.